# Living with war (album van Neil Young)
Living with war is het 27ste album van de Canadese singer-songwriter Neil Young en werd uitgebracht op 2 mei 2006.
De songteksten en titels zijn zeer kritisch over het kabinet-George W. Bush en de oorlog in Irak. America the beautiful is een Amerikaans volkslied waarvan de melodie in 1880 is geschreven door Samuel Augustus Ward en de tekst in 1895 door Katherine Lee Bates.
Het album bereikte nummer 15 in de Amerikaanse Billboard 200 en nummer 14 in de Britse hitparade. In de Nederlandse Album Top 100 haalde dit album de 24ste positie. In 2007 was het album genomineerd voor een Grammy Award en een Juno Award.

## Tracklist
Alle muziek en teksten zijn geschreven door Neil Young, tenzij anders aangegeven. 
| Nr. | Titel                                                             | Duur |
| --- | ----------------------------------------------------------------- | ---- |
| 1.  | After the garden                                                  | 3:23 |
| 2.  | Living with war                                                   | 5:04 |
| 3.  | The restless consumer                                             | 5:47 |
| 4.  | Shock and awe                                                     | 4:53 |
| 5.  | Families                                                          | 2:25 |
| 6.  | Flags of freedom                                                  | 3:42 |
| 7.  | Let's impeach the president                                       | 5:10 |
| 8.  | Lookin' for a leader                                              | 4:03 |
| 9.  | Roger and out                                                     | 4:25 |
| 10. | America the beautiful (Katharine Lee Bates, Samuel Augustus Ward) | 2:57 |

## Muzikanten en technici
- Neil Young – gitaar, mondharmonica, zang
- Rick Rosas – basgitaar
- Chad Cromwell – drums
- Tommy Bray – trompet
- Koorleiding - Darrell Brown en Rosemary Butler
- Zang en koor arrangementen Neil Young en Darrell Brown
- Koor (100 stemmen) – Alan Morphew, Alejandro Venegas, Ali Handal, Alicia Morgan, Amy Engelhardt, Amy E. Keys, Andrea Robinson, Andrew Ampaya, Andrew Gold, April Lang, Arielle Guitar, Arnold McCuller, Bill New, Robert Martin, Bonnie Levetin, Candy Chase, Carl Graves, Catte Adams, Chey Acuna, Christa Gates, Christi Bauerlee, Christianna N. Dicken, Christy Crowl, Clair Marlo, Clydene Jackson-Edwards, Dan Navarro, Darlene Carnahan, Darlene Koldenhoven, Darrell Royce Brown, David Faragher, David Lasley, David Morgan, David Neil (3), Deanna B. Hust-Leving, Deborah Pearl, Diane Gordon (2), Dina Torok, Donna Mc Daniel, Doug Probst, Ed Anthony, Elliot Rabinowitz, Ellis Hall, Eric Bradley, Ernie Halter, Faith Rivera, Felice Hernandes, Franne Golde, Freebo, Gary Stockdale, Gerald White, Herb Pederson, Holly Pitrago, Jane Elizabeth Kinsey, Janice Liebhart, Jeff Furst, Jennifer Menedis, Jim Gilstrap, Jon T. Schaeffer, Julia Waters/Tillman, Julie Annette Delgado, Karen Tobin, Kathleen A. Haskard, Kenneth Stacey, Laura Creamer, Linda Harrison, Lisa Jones, Lois Blaisch, Louis B. Price, Malia Mathis, Marc Mann (2), Marcie Gensic, Marian Sarnowski, Mark Islam, Marsha Malamet, Mary Bolas, Mary Hylan-Cain, Maxine Waters-Willard, Michael Fitz, Michael L. Mishaw, Michael Rogers, Michele McCord Laybourne, Morgan Ames, Nirit H. French, Oren Waters, Patryce Harris, Pattie E. Brooks, Raya Yarbrough, Rich Cuilly, Moon Calhoon, Robin Beth Lerner, Ronnie Sumrall, Rosemary Butler, Scott Dicken, Skip Waring, Stephen E. Bishop, Stephen Booker, Storm L. Gardner, Terra Naomi, Tim Ramirez, Todd S. Honeycutt, Tracey Lawson, Vann Johnson, Vivian Lesiak, Wayne Jackson (4), Wendy Waldman
- Technici: Rob Clark, Tim Mulligan, John Nowland, Steve Genewick , John Hausmann, Harry Sitam, Jim Hoyson
- Producer – The Volume Dealers ( Neil Young en Niko Bolas)
- Co-producer – L. A. Johnson